# Carex collifera
Carex collifera är en halvgräsart som beskrevs av Jisaburo Ohwi. Carex collifera ingår i släktet starrar, och familjen halvgräs.
Artens utbredningsområde är Nansei-shoto. Inga underarter finns listade i Catalogue of Life.